# Serra dos Parecis
Serra dos Parecis, także Chapada dos Parecis – pasmo górskie w zachodniej Brazylii, na południowo-zachodnim skraju płaskowyżu Mato Grosso. Rozciąga się na długości ok. 800 km i wznosi do 700 m n.p.m. Zbudowane głównie z piaskowca. Występują stołowe masywy (chapada) i głęboko wcięte doliny rzek. Pasmo porośnięte sawanną i lasami równikowymi.